# ستانلي ك هاثاواي
ستانلي ك هاثاواي (بالإنجليزية: Stanley K. Hathaway) (و. 1924 – 2005 م) هو ضابط، ومحام من الولايات المتحدة الأمريكية ولد في أوسيولا، نبراسكا.
وهو عضو في الحزب الجمهوري .

## التعليم
تعلم في جامعة وايومنغ.